# Svenja Schlicht
Svenja Schlicht (n. 26 iunie 1967, Neumünster, Republica Federală Germania, Germania) este o înotătoare germană, medaliată olimpică. A participat la 2 ediții ale Jocurilor Olimpice (1984, 1988) în care a câștigat o medalie de argint.